# ジャマール・マグロア
ジャマール・マグロア（英: Jamaal Magloire）ことジャマール・デイン・マグロア（Jamaal Dane Magloire、1978年5月21日 - ）は、カナダオンタリオ州トロント出身の元NBAプロバスケットボール選手。ポジションはセンター。211cm、120kg。ジャマール・マグロールと表記されることも多い。トロント・ラプターズの相談役。

## 経歴

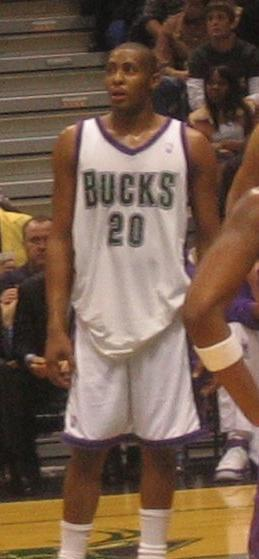
ミルウォーキー・バックス在籍時のマグロア

大学はケンタッキー大学でプレイ。2年生の時にはNCAAトーナメント制覇を経験。大学通算ブロック数268本は同校の最多記録である。
2000年のNBAドラフトにエントリーし、1巡目19位指名でシャーロット・ホーネッツに入団。2シーズンは控え選手として過ごしたが、ホーネッツが本拠地をシャーロットからニューオーリンズに移してからは先発に定着。2003－2004シーズンには13.6得点10.3リバウンドのダブルダブルのアベレージを残し、オールスターにも選ばれた。しかし翌シーズンは指の骨折でシーズンの大半を欠場し、チーム成績は低迷を極め、マグロアはトレードを要求した。そして2005-2006シーズン直前になって、ミルウォーキー・バックスにトレードされた。
バックスでは1シーズンだけプレイし、オフにはポートランド・トレイルブレイザーズにトレードされた。トレイルブレイザーズでは出場時間が減り、先発の座も失った。2007年の夏にフリーエージェントとなったマグロアは、ニュージャージー・ネッツと契約したが、新天地でも目立った活躍はできず、07-08シーズン中に解雇される。その後、ダラス・マーベリックスと契約した。マーベリックスでは7試合のみの出場で終わり、2008年オフマイアミ・ヒートと契約。2011年12月、故郷トロントのトロント・ラプターズに移籍。2012年11月、ラプターズはマグロアをチームのコンサルタントとして契約し、現役を引退。2013年から2016年までアシスタントコーチを務めて、現在は再びコンサルタントを務めている。